# Helina chilensis
Helina chilensis är en tvåvingeart som beskrevs av Malloch 1934. Helina chilensis ingår i släktet Helina och familjen husflugor. Inga underarter finns listade i Catalogue of Life.